# Kościół Świętych Apostołów Piotra i Pawła w Kiełpinie
Kościół Świętych Apostołów Piotra i Pawła w Kiełpinie – katolicki kościół filialny zlokalizowany we wsi Kiełpino w gminie Brojce, w powiecie gryfickim (województwo zachodniopomorskie). Jest filią parafii Najświętszego Serca Pana Jezusa w Brojcach.

## Historia i architektura
Kościół został wzniesiony w XV wieku. Murowany z cegły, jest orientowaną budowlą salową, sytuowaną na planie prostokąta, z trójbocznie zamkniętym prezbiterium. Nawa główna nakryta jest dachem siodłowym, prezbiterium natomiast dachem trójspadowym. W zachodniej części korpusu umieszczona jest czworoboczna, drewniana, odeskowana wieża z ośmiobocznym hełmem krytym blachą. W zachodniej ścianie kościoła znajduje się ostrołukowy, trójuskokowy portal wejściowy, jej szczyt zdobią natomiast trzy ostrołukowe blendy.
W kościele zachowały się bogate elementy wystroju wnętrza. Barokowy ołtarz w stylu architektonicznym ozdobiony jest uszakami w formie liści akantu i figurkami aniołków. Na lewo od niego umieszczona jest pochodząca z 1. połowy XVIII wieku przyścienna, podwieszana ambona o sześciobocznym korpusie, z obudowanymi schodkami i baldachimem. W zachodniej części kościoła znajduje się drewniana empora z XIX-wiecznym neogotyckim prospektem organowym i organami szczecińskiej firmy Grüneberg. Ponadto w kościele znajduje się barokowy krucyfiks z 1. połowy XVIII wieku oraz trzy zabytkowe świeczniki: dwa neorokokowe i jeden neobarokowy.
Po II wojnie światowej kościół został poświęcony jako świątynia katolicka w dniu 1 listopada 1946 roku przez księdza Stanisława Ruta TChr.

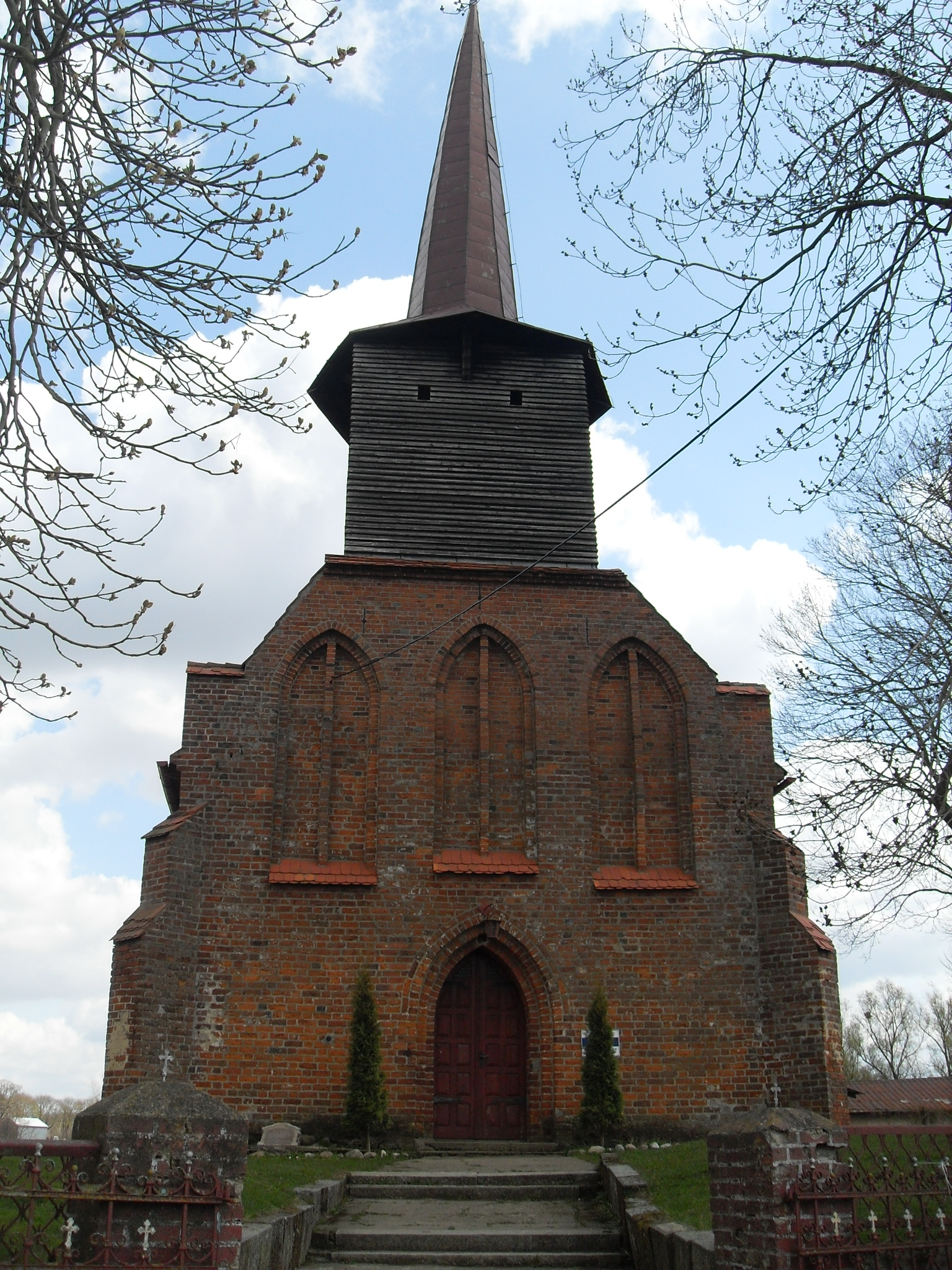
Zachodnia elewacja kościoła
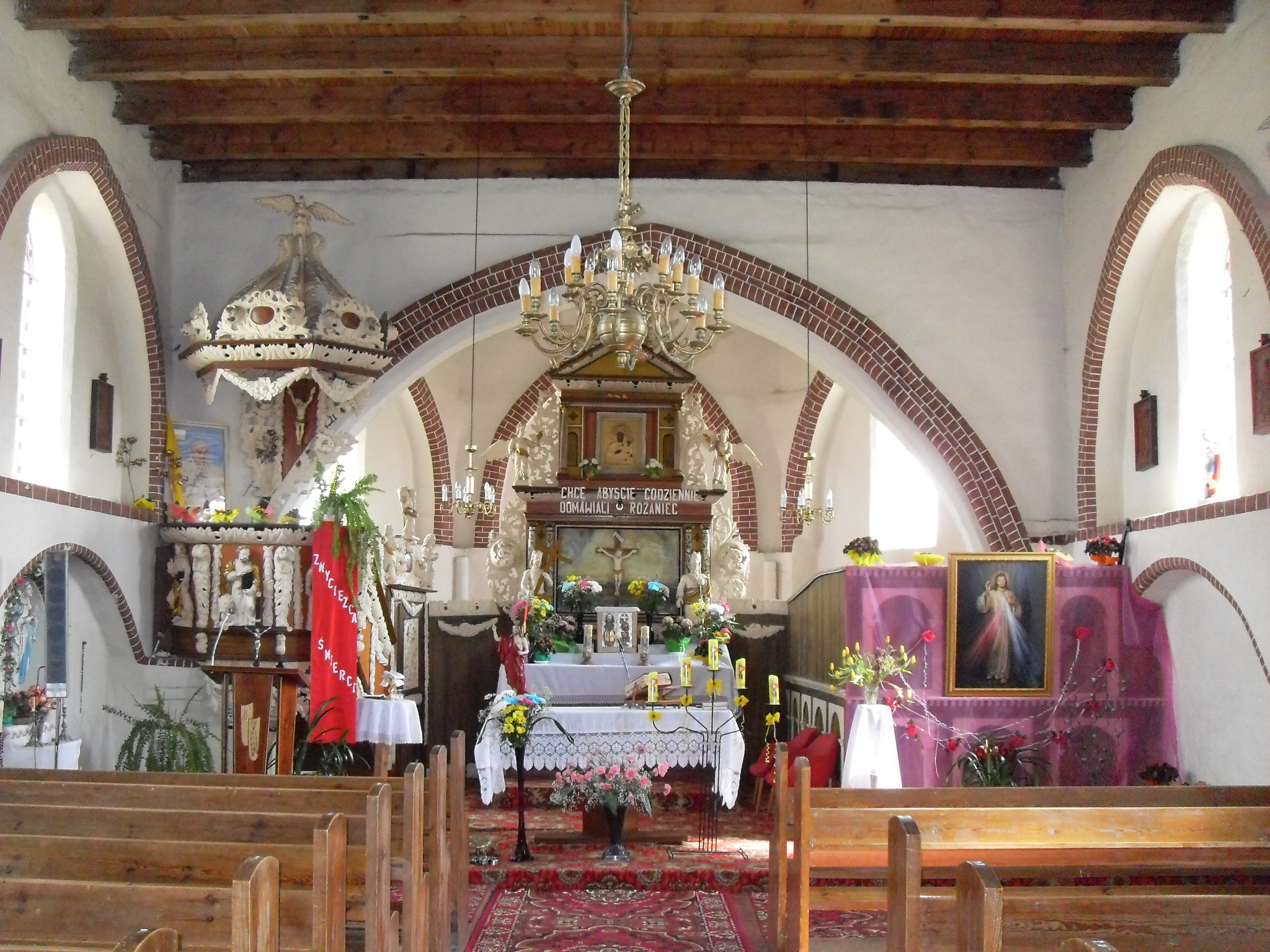
Wnętrze kościoła
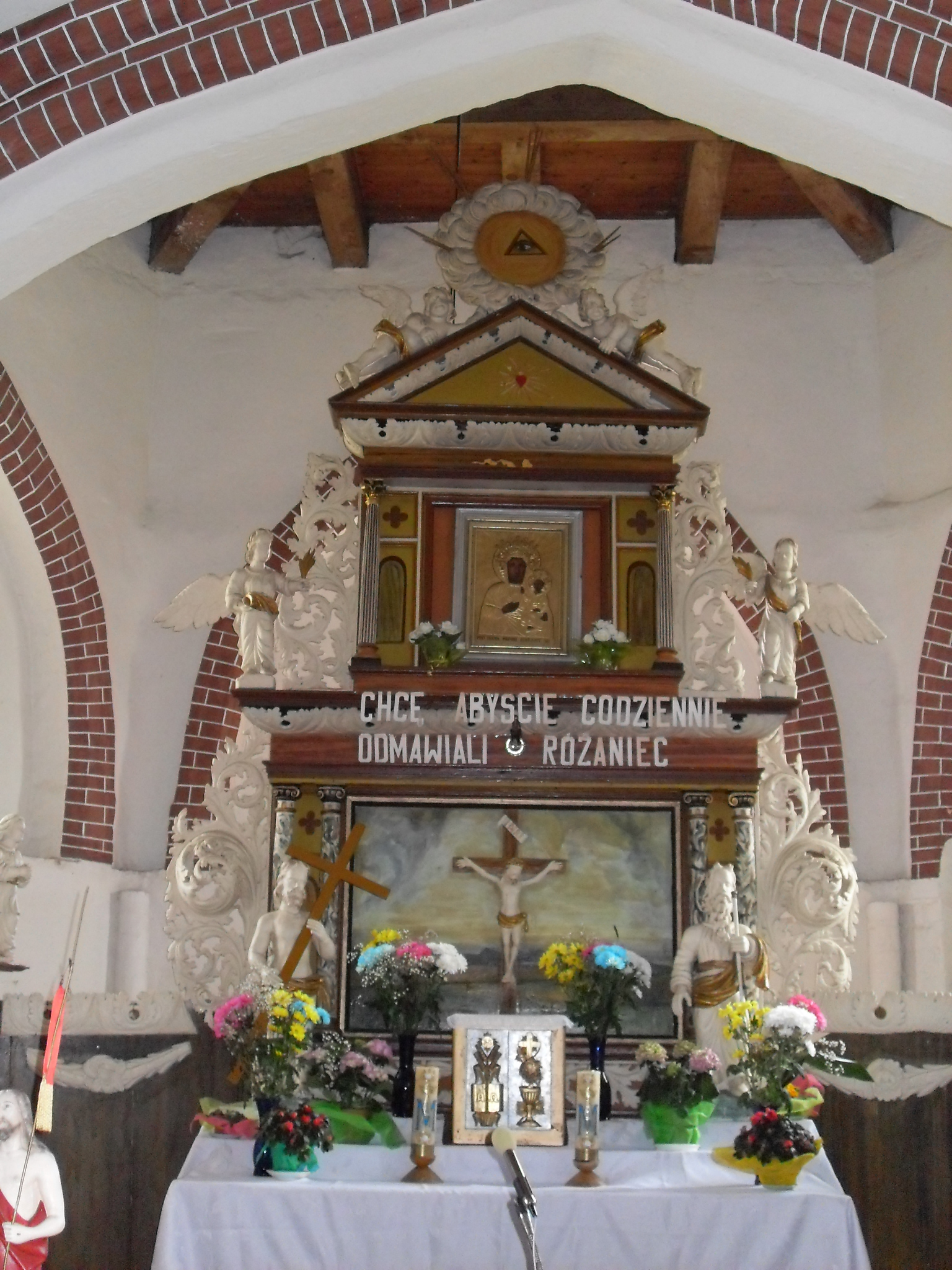
Ołtarz
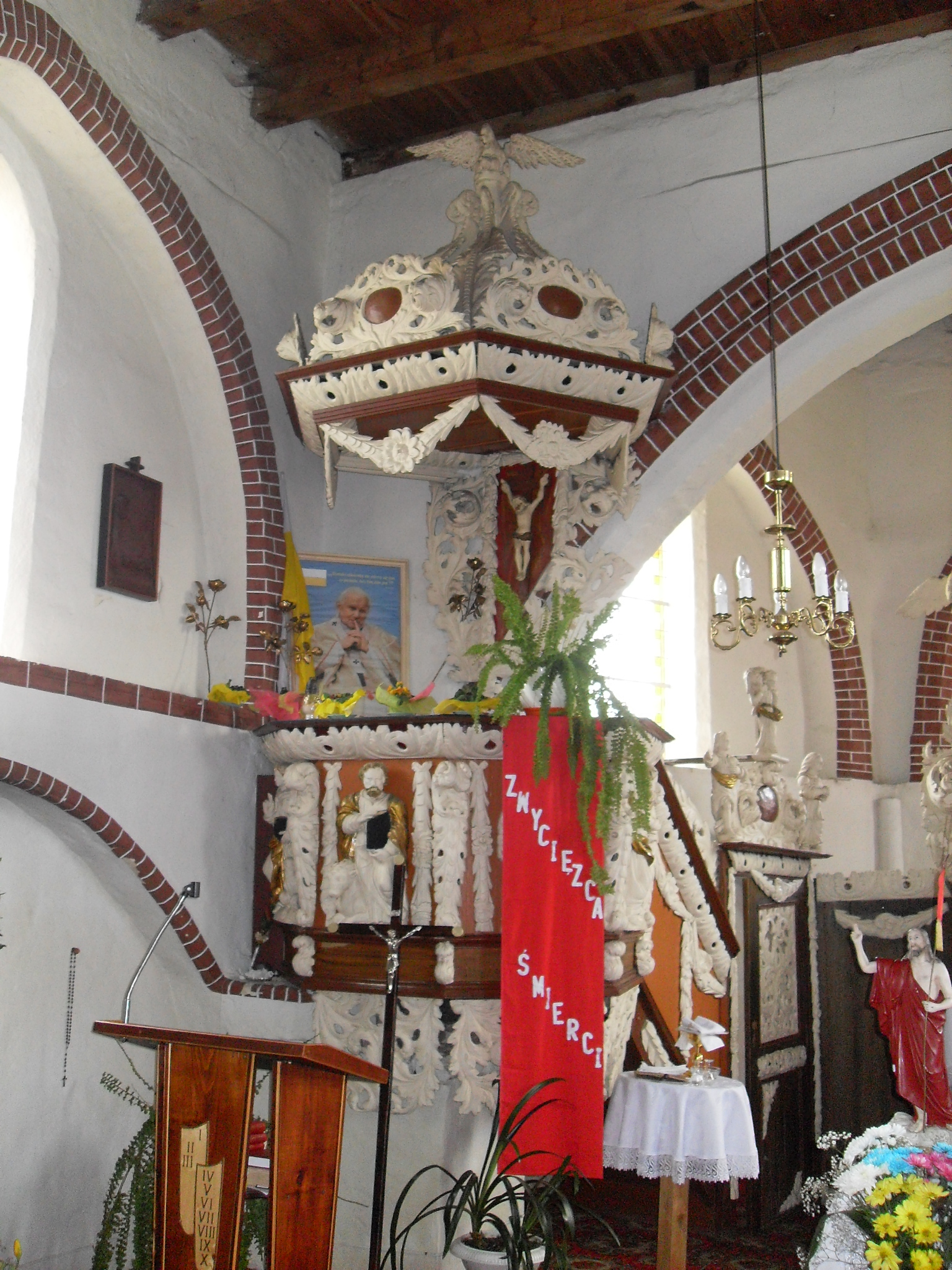
Ambona